# Theatrum pictorium

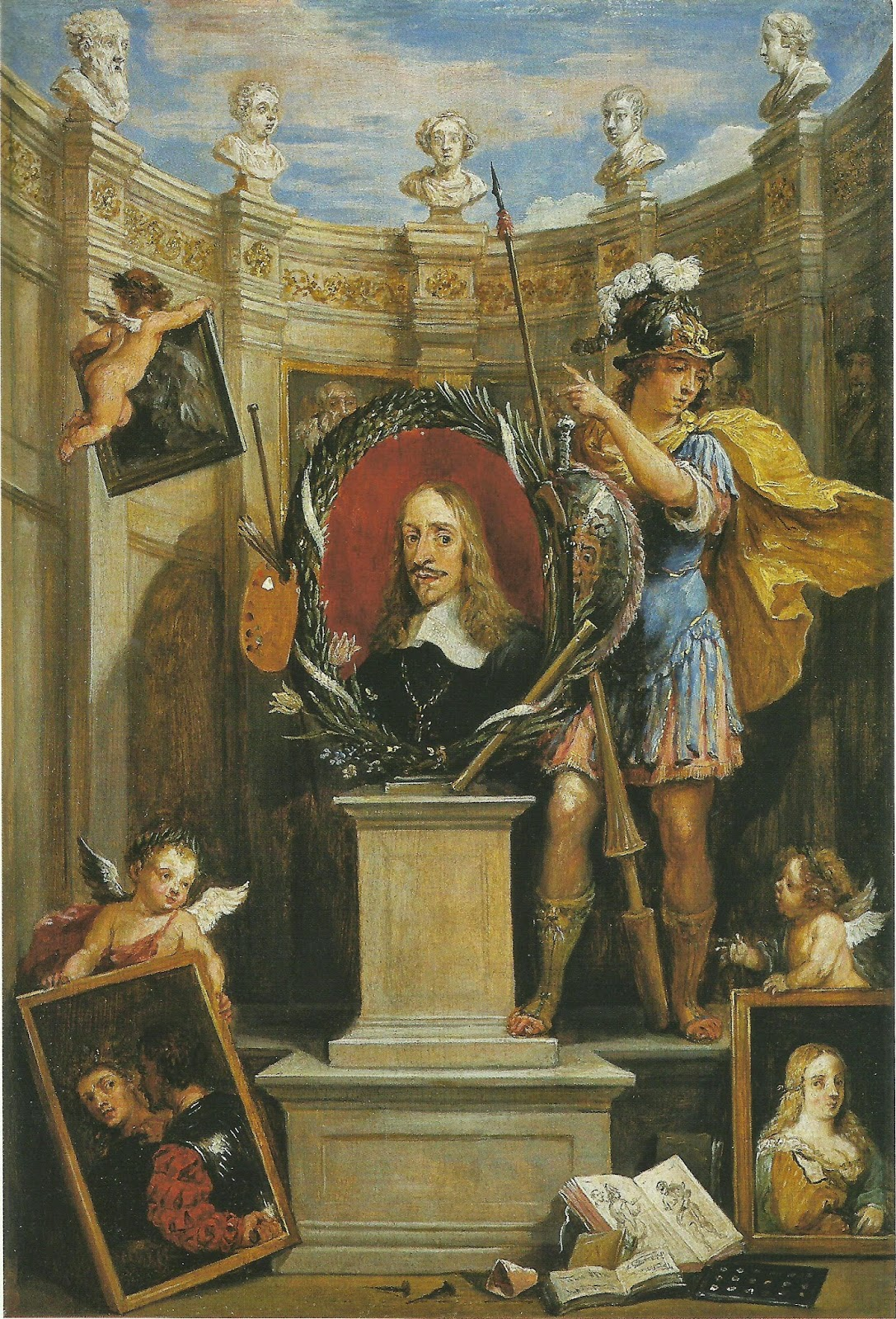
Modello des Frontispiz für das Theatrum Pictorium, gemalt von Teniers

Theatrum pictorium ist der Kurzname eines Kataloges und Galeriewerks von David Teniers dem Jüngeren aus den 1660er Jahren mit 243 italienischen Gemälden der 1300 Gemälde umfassenden Sammlung des Erzherzogs Leopold Wilhelm von Österreich. Teniers fertigte kleine Modelle als Vorlage der Stiche. Eine zweite Ausgabe mit Seitenzahlen erschien 1673.

## Hintergrund
Während seiner Zeit als Statthalter der Spanischen Niederlande von 1646 bis 1656 legte Leopold Wilhelm eine der größten Kunstsammlungen seiner Zeit an, für deren Pflege Teniers nach dem Tod seines Vorgängers Jan van den Hoecke 1651 als Kurator zuständig war. Die Sammlung umfasste Werke von Hans Holbein dem Älteren, Pieter Bruegel dem Älteren, Jan van Eyck, Jacobus Vrel, Raffael, Giorgione, Paolo Veronese und mehr als 15 Werke von Tizian. Unter den Malern waren Magdalena Woutiers und Madonna Fitta de Milano die einzigen Frauen. Teniers erstellte eine Liste der in der Sammlung vertretenen Maler:
Diese Liste ist ein wichtiges Dokument für den vorherrschenden Geschmack im damaligen Brüssel. Ungeachtet der Berühmtheit der Maler wurden nur Werke der bekanntesten italienischen Maler ausgewählt, um für die Illustrationen des Buchbandes graviert zu werden. Am Ende seiner Amtszeit als Gouverneur zogen der Erzherzog und seine Sammlung in die Wiener Stallburg. Die erzherzogliche Sammlung bildet das Herz der Gemäldesammlung des Kunsthistorischen Museums in Wien.
Von den zehn Galeriebildern, in denen David Teniers der Jüngere die Sammlung des Erzherzogs Leopold Wilhelm in Brüssel repräsentierte, sind nur drei datiert, neun Gemälde sind auf Leinwand und eines auf Kupfer gemalt. Es wird angenommen, dass die Gemälde einen fiktiven Raum darstellen und nicht den  Standort der Sammlung des Erzherzogs in seinem Brüsseler Palast. Die abgebildeten Gemälde waren Teil der erzherzoglichen Sammlung. Er malte sie mehrmals in wechselnden Kompositionen, die nun zu unterschiedlichen Sammlungen gehören:
| - Galerie von Erzherzog Leopold Wilhelm in Brüssel, Petworth House, Petworth, 1651 - Galerie von Erzherzog Leopold Wilhelm in Brüssel, Kunsthistorisches Museum, Wien, um 1650 - Galerie von Erzherzog Leopold Wilhelm, Königliche Museen der Schönen Künste von Belgien, Brüssel, 1651                                     |
| - Galerie von Erzherzog Leopold Wilhelm in Brüssel, Staatsgalerie im Neuen Schloss, Schleißheim, nach 1651 - Galerie von Erzherzog Leopold Wilhelm in Brüssel, Staatsgalerie im Neuen Schloss Schleißheim, Schleißheim, nach 1556 - Erzherzog Leopold Wilhelm in seiner Gemäldegalerie in Brüssel, Prado, Madrid, 1647–1653 |
| - Galerie von Erzherzog Leopold Wilhelm in Brüssel, ehemals in der Sammlung Rothschild, 1653 - Galerie von Erzherzog Leopold Wilhelm in Brüssel, Privatsammlung, 1653–1656 - Blick in die Gemäldegalerie von Erzherzog Leopold in Stallburg, Wien, von Nikolaus van Hoy in Teniers' Gemäldekatalog von 1673                 |

Teniers beschäftigte eine Gruppe von zwölf Graveuren, um die 243 Gemälde im Theatrum zu reproduzieren. Er fertige kleine Ölkopien jedes der ausgewählten Gemälde an, die er als Vorlage an seine Graveure weitergab. 120 dieser Modelle wurden 1886 aus dem Besitz von John Spencer-Churchill, 7. Duke of Marlborough versteigert. Teniers’ gemalte Kopien, die ungefähr 17 × 25 cm maßen, sind nun auf verschiedene Sammlungen verteilt. Die Galerie des Courtauld Institute of Art besitzt 14 dieser Werke, die größte Anzahl von ihnen, die sich in einer öffentlichen Sammlung befindet. Von den zwölf Graveuren stellten fünf die meisten Stiche her: Jan van Troyen 56, Lucas Vorsterman der Jüngere 52, Pieter van Lisebetten 40, Theodoor van Kessel 27 und Coryn oder Quirin Boel 25. Johannes Popels stellte fünf Stiche her.

## Erhaltene Werke
Die im Buch aufgeführten Werke befinden sich überwiegend im Kunsthistorischen Museum, während die Modelli oder kleine Modelle der Stiche verschollen sind oder sich in anderen Sammlungen befinden. Die Stiche und die Modelli wurden mit den Maßen der Originalgemälde versehen, obwohl deren Charakteristiken oft angepasst wurden, um den größtmöglichen Nutzen aus den Abbildungsmöglichkeiten einer Albumseite zu ziehen. Die Maße wurde in der Form „4 alta 3 lata“ angegeben, was bedeutet, dass sie 4 Palmweiten hoch und 3 Palmweiten breit waren, so wie im Fall des Stichs mit Bassanos Knabe mit Flöte:

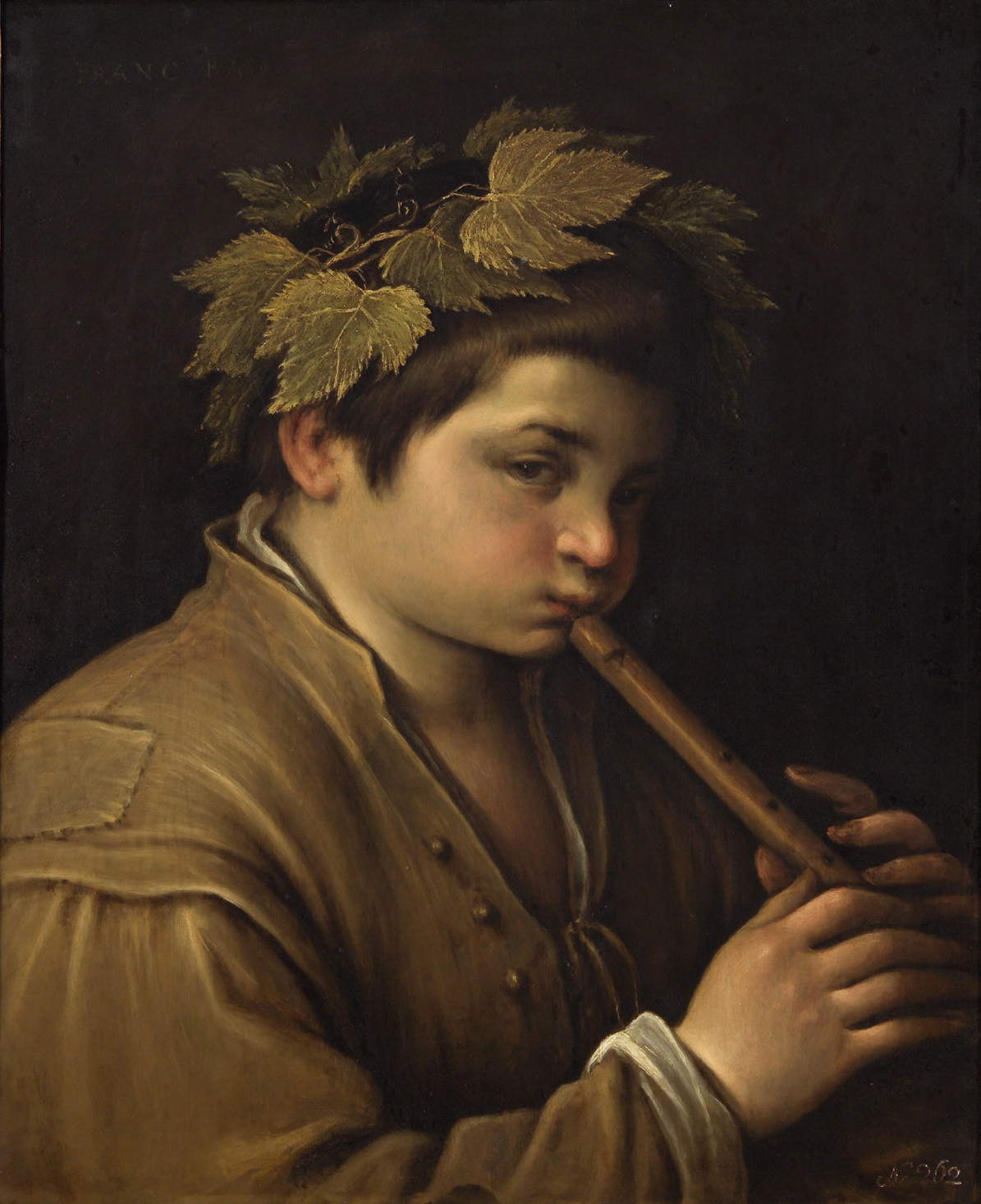
Beispiel eines Gemäldes von Francesco Bassano dem Jüngeren im Kunsthistorischen Museum
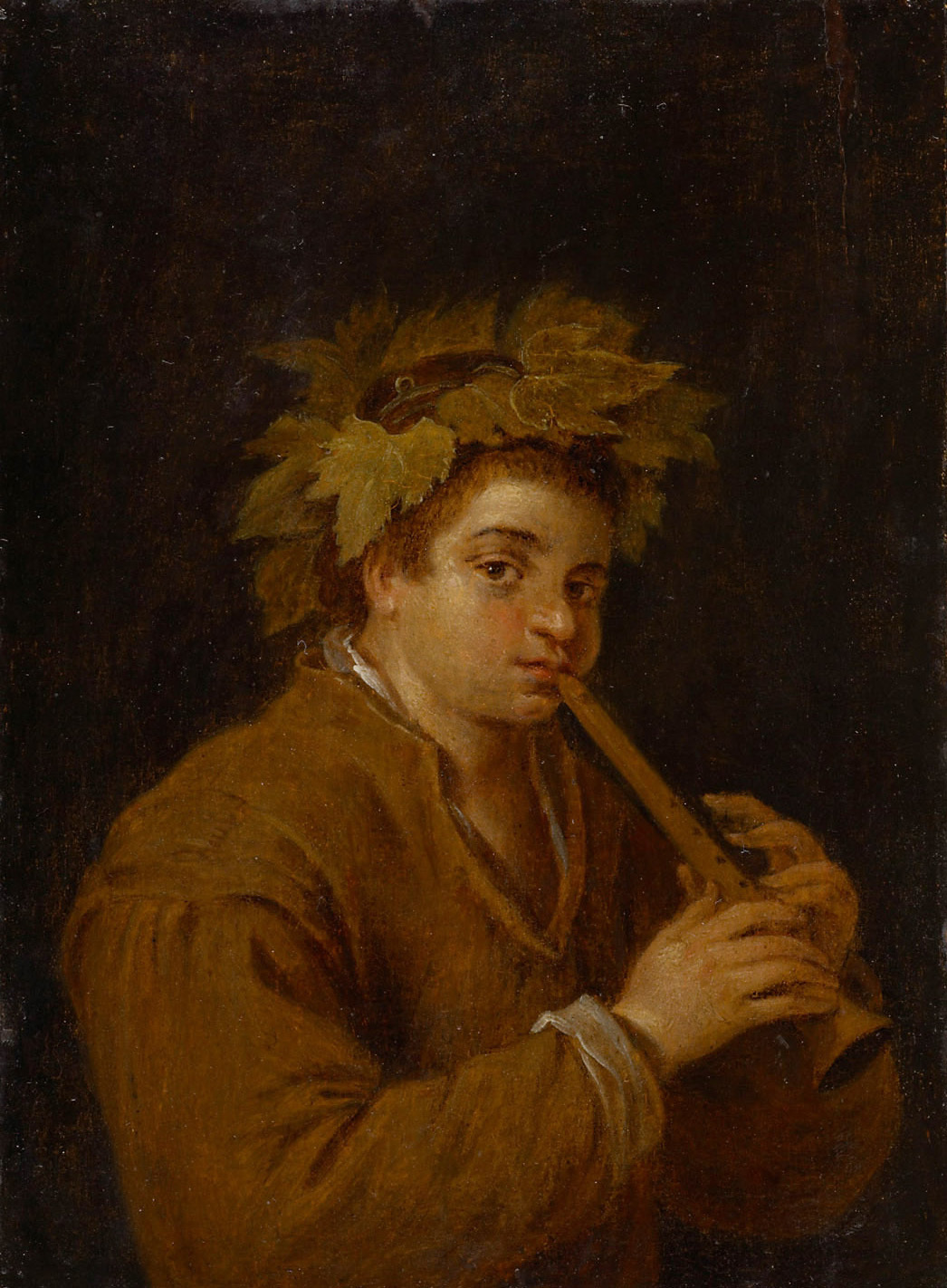
Beispiel eines Modellos von David Teniers dem Jüngeren nach Bassano, ebenfalls im Kunsthistorischen Museum
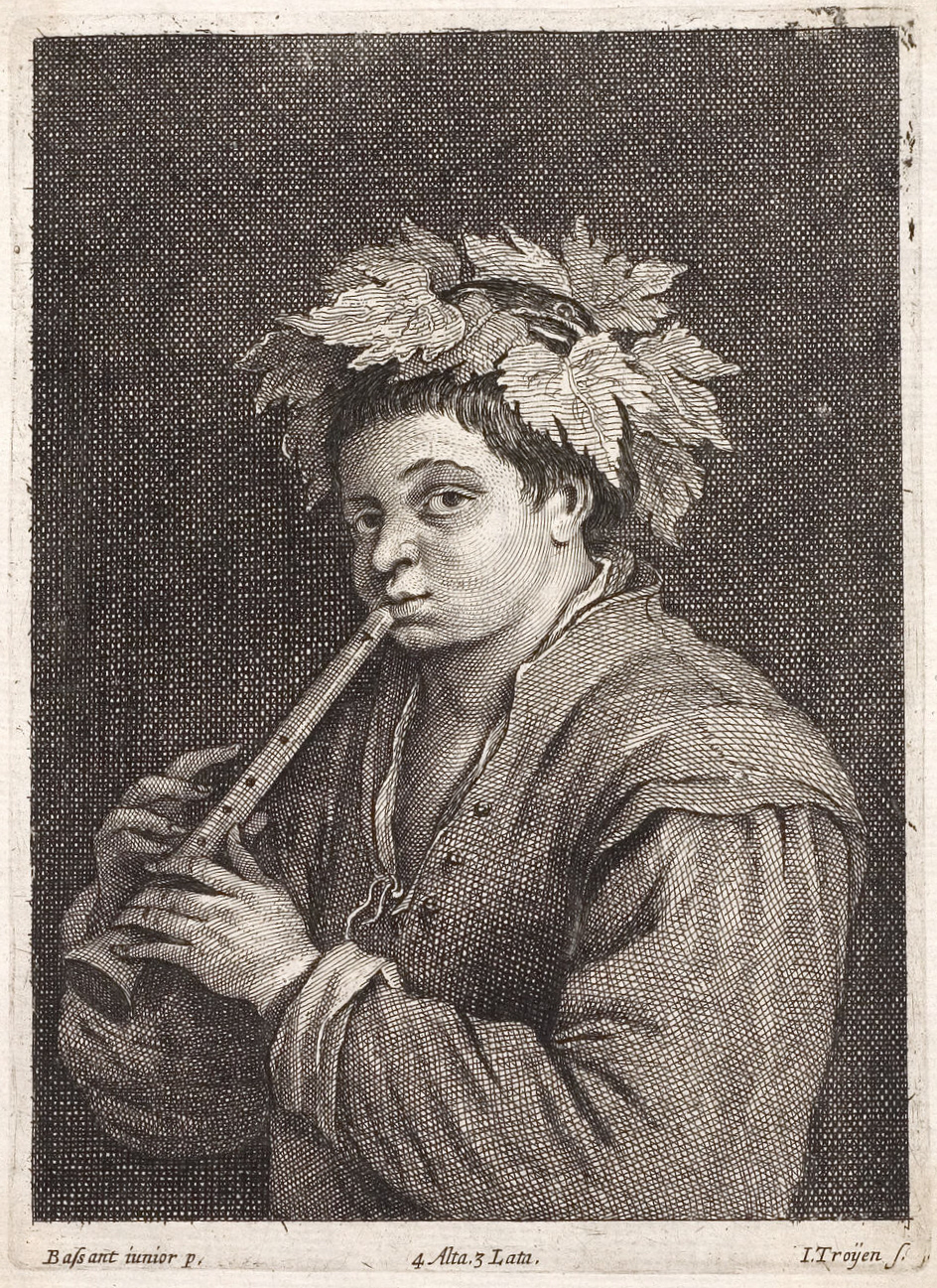
Beispiel eines Stiches aus der Ausgabe des Theatrum pictorium (1660) von Jan van Troyen nach Bassanos Gemälde

## Liste der Stiche (mit entsprechendem Gemälde oder Modello)
| Stich | Gemälde (oder Modello) | Katalog Nr.                                | Graveur                                       | Maßangaben (palme)    | Urheberschaft (Sammlung / Stich)                             | Jahreszahl               | Sammlung                                          | Inventarnummer |
| ----- | ---------------------- | ------------------------------------------ | --------------------------------------------- | --------------------- | ------------------------------------------------------------ | ------------------------ | ------------------------------------------------- | -------------- |
|       |                        | 1 – Internet Archive                       | Jan van Troyen                                |                       | David Teniers der Jüngere / David Teniers II                 | 1670                     | Privatsammlung                                    |                |
|       |                        | 2 – Internet Archive                       | Jan van Troyen                                | 12 alta 6 lata        | Raffael / Raffael                                            | 1518                     | Kunsthistorisches Museum, Wien                    | GG_171         |
|       |                        | 3 – Internet Archive                       | Nikolaus van Hoy                              | 4 alta 3 lata         | Girolamo da Treviso der Jüngere / Raffael                    | 1525                     | Kunsthistorisches Museum                          | GG_128         |
|       |                        | 4 – Internet Archive                       | Lucas Vorsterman                              | 4 alta 3 lata         | Antonello da Messina / Giovanni Bellini                      | 1475                     | Kunsthistorisches Museum                          | GG_7727        |
|       |                        | 5 – Internet Archive                       | Peter van Lisebetten                          | 8 alta 4 lata         | Antonello da Messina / Giovanni Bellini                      | 1475                     | Kunsthistorisches Museum                          | GG_2574        |
|       |                        | 6 – Internet Archive                       | Jan Popels                                    | 8 alta 6 lata         | David Teniers der Jüngere / Giovanni Bellini                 | 1656                     | Courtauld Gallery, London                         | P.1978.PG.439  |
|       |                        | 7 – Internet Archive                       | Jan Popels                                    | 4 alta 5 lata         | Giovanni Bellini / Giovanni Bellini                          | 1515                     | Kunsthistorisches Museum                          | GG_97          |
|       |                        | 8 – Internet Archive                       | Peter van Lisebetten                          | 7 alta 10 lata        | unbekannt / Giovanni Bellini                                 | 1656                     | Privatsammlung                                    |                |
|       |                        | 9 – Internet Archive                       | Lucas Vorsterman                              | 4 alta 3 lata         | David Teniers der Jüngere / Giovanni Bellini                 | 1660er Jahre             | Kunsthistorisches Museum                          | GG_6784        |
|       |                        | 10 – Internet Archive                      | Quirijn Boel                                  | 5 alta 3 lata         | Marco Basaiti / Marco Basaiti                                | 1515                     | Kunsthistorisches Museum                          | GG_116         |
|       |                        | 11 – Internet Archive                      | Quirijn Boel                                  | 5 alta 4 lata         | Jan Swart van Groningen / Michelangelo                       | 1560                     | Privatsammlung                                    |                |
|       |                        | 12 – Internet Archive                      | Nikolaus van Hoy und Franciscus van der Steen | 5 alta 4 lata         | unbekannt / Michelangelo                                     | 1550er Jahre             | National Gallery, London                          | NG8            |
|       |                        | 13 – Internet Archive                      | Lucas Vorsterman                              | 5 alta 3 lata         | Vincenzo Catena / Giorgione                                  | 1525                     | Pinacoteca Querini Stampalia, Venedig             |                |
|       |                        | 14 – Internet Archive                      | Jan van Troyen                                | 5 alta 4 lata         | Girolamo Savoldo / Giorgione                                 | 1520er Jahre             | Kunsthistorisches Museum                          | GG_2633        |
|       |                        | 15 – Internet Archive                      | Lucas Vorsterman                              | 6 alta 4 lata         | unbekannt / Giorgione                                        | 1656                     | Privatsammlung                                    |                |
|       |                        | 16 – Internet Archive                      | Lucas Vorsterman                              | 6 alta 4 lata         | Palma Vecchio / Giorgione                                    | 1528                     | Kunsthistorisches Museum                          | GG_57          |
|       |                        | 17 – Internet Archive                      | Quirijn Boel                                  | 4 alta 6 lata         | unbekannt / Giorgione                                        |                          |                                                   |                |
|       |                        | 18 – Internet Archive                      | Theodor van Kessel                            | 2 alta 4 lata         | David Teniers der Jüngere / Giorgione                        | 1655                     | Art Institute of Chicago                          | 1936.125       |
|       |                        | 19 – Internet Archive                      | Theodor van Kessel                            | 4 alta 6 lata         | Polidoro da Lanciano / Giorgione                             | 1530er Jahre             | Kunsthistorisches Museum                          | GG_51          |
|       |                        | 20 – Internet Archive                      | Jan van Troyen                                | 7 alta 10 lata        | Giorgione / Giorgione                                        | 1500s                    | Kunsthistorisches Museum                          | GG_111         |
|       |                        | 21 – Internet Archive                      | Theodor van Kessel                            | 8 alta 11 lata        | David Teniers the Younger / Giorgione                        | 1656                     | Königliche Museen der Schönen Künste, Brüssel     | 12206          |
|       |                        | 22 – Internet Archive                      | Theodor van Kessel                            | 4 alta 3 lata         | unbekannt / Giorgione                                        | 1520                     | Kunsthistorisches Museum                          | GG_347         |
|       | Der Bravo              | 23 – Internet Archive                      | Jan van Troyen                                | 5 alta 4 lata         | Tizian / Giorgione                                           | 1520                     | Kunsthistorisches Museum                          | GG_64          |
|       |                        | 24 – Internet Archive                      | Jan van Troyen                                | 5 alta 4 lata         | Giorgione / Giorgione                                        | 1505                     | Kunsthistorisches Museum                          | GG_1526        |
|       |                        | 25 – Internet Archive                      | Lucas Vorsterman                              | 5 alta 4 lata         | Giorgione / Giorgione                                        | 1510                     | Kunsthistorisches Museum                          | GG_74          |
|       |                        | 26 – Internet Archive                      | Jan van Troyen                                | 6 alta 4 lata         | unknown / Giulio Romano                                      | 1536                     | Kunsthistorisches Museum                          | GG_157         |
|       |                        | 27 – Internet Archive                      | Jan van Troyen                                | 4 alta 3 lata         | Bernardino Luini / Leonardo da Vinci                         | 1525                     | Kunsthistorisches Museum                          | GG_190         |
|       |                        | 28 – Internet Archive                      | Jan van Troyen                                | 5 alta 3 lata         | Andrea Mantegna / Andrea Mantegna                            | 1456                     | Kunsthistorisches Museum                          | GG_301         |
|       |                        | 29 – Internet Archive                      | Jan van Troyen                                | 4 alta 3 lata         | Bartolomeo Schedoni / Antonio Correggio                      | 1607                     | Kunsthistorisches Museum                          | GG_1615        |
|       |                        | 30 – Internet Archive                      | Theodor van Kessel                            | 3 alta 2 lata         | David Teniers der Jüngere / Antonio Correggio                | 1655                     | Philadelphia Museum of Art                        | Cat. 696       |
|       |                        | 31 – Internet Archive                      | Quirijn Boel                                  | 3 alta 2 lata         | David Teniers der Jüngere / Antonio Correggio                | 1655                     | Metropolitan Museum of Art, New York              | 1975.1.126     |
|       |                        | 32 – Internet Archive                      | Nikolaus van Hoy and Franciscus van der Steen | 7 alta 6 lata         | Franciabigio / Andrea del Sarto                              | 1520                     | Kunsthistorisches Museum                          | GG_206         |
|       |                        | 33 – Internet Archive                      | Dominicus Claessens                           | 4 1/2 alta 3 1/2 lata | Giulio Cesare Procaccini / Procaccino                        | 1610s                    | Kunsthistorisches Museum                          | GG_1617        |
|       |                        | 34 – Internet Archive                      | Nikolaus van Hoy                              | 7 alta 6 lata         | unbekannt / Barotius                                         |                          |                                                   |                |
|       |                        | 35 – Internet Archive                      | Nikolaus van Hoy and Jan van Ossenbeeck       | 7 alta 6 1/2 lata     | unbekannt / Polidor                                          |                          |                                                   |                |
|       |                        | 36 – Internet Archive                      | Quirijn Boel                                  | 6 alta 4 lata         | David Teniers der Jüngere / Padovanino                       | 1655                     | Metropolitan Museum of Art, New York              | 1975.1.127     |
|       |                        | 37 – Internet Archive                      | Jan van Troyen                                | 7 alta 5 lata         | Alessandro Varotari / Padovanino                             | 1630s                    | Kunsthistorisches Museum                          | GG_80          |
|       |                        | 38 – Internet Archive                      | Peter van Lisebetten                          | 8 alta 6 lata         | unbekannt / Primaticcio                                      |                          |                                                   |                |
|       |                        | 39 – Internet Archive                      | Jan van Troyen                                | 6 alta 5 lata         | Carlo Saraceni / Carlo Saraceni                              | 1613                     | Kunsthistorisches Museum                          | GG_41          |
|       |                        | 40                                         | Peter van Lisebetten                          | 2 alta 3 lata         | Annibale Carracci / Annibale Carracci                        | 1603                     | Kunsthistorisches Museum                          | GG_230         |
|       |                        | 41 – Internet Archive                      | Jan van Troyen                                | 3 alta 2 lata         | David Teniers der Jüngere / Annibale Carracci                | 1656                     | Courtauld Gallery, London                         | P.1978.PG.431  |
|       |                        | 42 – Internet Archive                      | Theodor van Kessel                            | 4 alta 8 lata         | Annibale Carracci / Annibale Carracci                        | 1605                     | Kunsthistorisches Museum                          | GG_267         |
|       |                        | 43 – Internet Archive                      | Theodor van Kessel                            | 4 alta 8 lata         | unbekannt / Carlo Maratta / Annibale Carracci                |                          |                                                   |                |
|       |                        | 44 – Internet Archive                      | Jan van Troyen                                | 5 alta 4 lata         | unbekannt / Domenico Fetti                                   |                          |                                                   |                |
|       |                        | 45 – Internet Archive                      | Peter van Lisebetten                          | 3 alta 2 lata         | unbekannt / Polidoro de Venise                               |                          |                                                   |                |
|       |                        | 46 – Internet Archive                      | Peter van Lisebetten                          | 4 alta 5 lata         | unbekannt / Polidoro de Venise                               |                          |                                                   |                |
|       |                        | 47 – Internet Archive                      | Peter van Lisebetten                          | 4 alta 6 lata         | unbekannt / Polidoro de Venise                               |                          |                                                   |                |
|       |                        | 48 – Internet Archive                      | Peter van Lisebetten                          | 4 alta 6 lata         | unbekannt / Polidoro de Venise                               |                          |                                                   |                |
|       |                        | 49 – Internet Archive                      | Jan van Troyen                                | 5 alta 7 lata         | unbekannt / Polidoro de Venise                               |                          |                                                   |                |
|       |                        | 50 – Internet Archive                      | Nikolaus van Hoy                              | 3 alta 2 lata         | unbekannt / Tizian                                           |                          |                                                   |                |
|       |                        | 51 – Internet Archive                      | Lucas Vorsterman                              | 6 alta 4 lata         | Tizian / Tizian                                              | 1570                     | Privatsammlung                                    |                |
|       |                        | 52 – Internet Archive                      | Lucas Vorsterman                              | 4 alta 3 lata         | unbekannt / Tizian                                           |                          |                                                   |                |
|       |                        | 53 – Internet Archive                      | Lucas Vorsterman                              | 5 alta 3 lata         | unbekannt / Tizian                                           | 1560                     | Kunsthistorisches Museum                          | GG_315         |
|       |                        | 54 – Internet Archive                      | Jan van Troyen                                | 5 alta 4 lata         | Giampietro Silvio / Tizian                                   | 1542                     | Kunsthistorisches Museum                          | GG_1537        |
|       |                        | 55 – Internet Archive                      | Jan van Troyen                                | 5 alta 4 lata         | unbekannt / Tizian                                           |                          |                                                   |                |
|       |                        | 56 – Internet Archive                      | Lucas Vorsterman                              | 7 alta 5 lata         | unbekannt / Tizian                                           | 1538                     | Kunsthistorisches Museum                          | GG_1552        |
|       |                        | 57 – Internet Archive                      | Jan van Troyen                                | 5 alta 4 lata         | Tizian / Tizian                                              | 1520                     | Kunsthistorisches Museum                          | GG_94          |
|       |                        | 58 – Internet Archive                      | Lucas Vorsterman                              | 7 alta 5 lata         | unbekannt / Tizian                                           | 1625                     | Kunsthistorisches Museum                          | GG_59          |
|       |                        | 59 – Internet Archive                      | Lucas Vorsterman                              | 6 alta 4 lata         | Giovanni Battista Moroni / Tizian                            | 1552                     | Kunsthistorisches Museum                          | GG_78          |
|       |                        | 60 – Internet Archive                      | Peter van Lisebetten                          | 7 alta 10 lata        | Tizian / Tizian                                              | 1570s                    | Kunsthistorisches Museum                          | GG_1825        |
|       |                        | 61 – Internet Archive                      | Nikolaus van Hoy und Franciscus van der Steen | 4 alta 5 lata         | Tizian / Tizian                                              | 1514                     | Alte Pinakothek, München                          | 977            |
|       |                        | 62 – Internet Archive                      | Lucas Vorsterman                              | 5 alta 7 lata         | Tizian / Tizian                                              | 1516                     | Kunsthistorisches Museum                          | GG_118         |
|       |                        | 63 – Internet Archive                      | Theodor van Kessel                            | 3 alta 4 lata         | Tizian / Tizian                                              | 1512                     | Longleat House                                    |                |
|       |                        | 64 – Internet Archive                      | Peter van Lisebetten                          | 4 alta 5 lata         | Tizian / Tizian                                              | 1510s                    | Kunsthistorisches Museum                          | GG_95          |
|       |                        | 65 – Internet Archive                      | Peter van Lisebetten                          | 6 alta 9 lata         | David Teniers the Younger / Titian                           | 1656                     | Louvre, Paris                                     | MI 1005        |
|       |                        | 66 – Internet Archive                      | Lucas Vorsterman                              | 2 alta 3 lata         | David Teniers der Jüngere / Tizian                           | 1656                     | Privatsammlung                                    |                |
|       |                        | 67 – Internet Archive                      | Jan van Troyen                                | 5 alta 7 lata         | Tizian / Tizian                                              | 1520                     | Kunsthistorisches Museum                          | GG_114         |
|       |                        | 68 – Internet Archive                      | Peter van Lisebetten                          | 5 alta 6 lata         | Tizian / Tizian                                              | 1520s                    | Kunsthistorisches Museum                          | GG_93          |
|       |                        | 69 – Internet Archive                      | Quirijn Boel                                  | 4 alta 6 lata         | David Teniers der Jüngere / Tizian                           | 1655                     | Art Institute of Chicago                          | 1936.124       |
|       |                        | 70 – Internet Archive                      | Quirijn Boel                                  | 4 alta 5 lata         | unbekannt / Tizian                                           |                          |                                                   |                |
|       |                        | 71 – Internet Archive                      | Nikolaus van Hoy and Franciscus van der Steen | 4 1/2 alta 5 1/2 lata | Tizian / Tizian                                              | 1530                     | Uffizien, Florenz                                 | 952            |
|       |                        | 72 – Internet Archive                      | Peter van Lisebetten                          | 6 alta 10 lata        | unbekannt / Tizian                                           |                          |                                                   |                |
|       |                        | 73 – Internet Archive                      | Peter van Lisebetten                          | 9 alta 12 lata        | Tizian / Tizian                                              | 1559                     | National Gallery, London                          | NG6420         |
|       |                        | 74 – Internet Archive                      | Peter van Lisebetten                          | 6 alta 10 lata        | David Teniers der Jüngere nach Tizian / Tizian               | 1656                     | Privatsammlung                                    |                |
|       |                        | 75 – Internet Archive                      | Nikolaus van Hoy and Franciscus van der Steen | 6 alta 5 lata         | Tizian / Titian                                              | 1534                     | Kunsthistorisches Museum                          | GG_83          |
|       |                        | 76 – Internet Archive                      | Lucas Vorsterman                              | 7 alta 5 lata         | Lorenzo Lotto / Tizian                                       | 1527s                    | Kunsthistorisches Museum                          | GG_265         |
|       |                        | 77 – Internet Archive                      | Theodor van Kessel                            | 4 alta 3 lata         | Tizian / Tizian                                              | 1560s                    | Kunsthistorisches Museum                          | GG_98          |
|       |                        | 78 – Internet Archive                      | Jan van Troyen                                | 5 alta 4 lata         | Titian / Titian                                              |                          | Brukenthal-Museum, Sibiu                          | 3186           |
|       |                        | 79 – Internet Archive                      | Lucas Vorsterman                              | 7 alta 5 lata         | Tintoretto / Tizian                                          | 1554                     | Kunsthistorisches Museum                          | GG_48          |
|       |                        | 80 – Internet Archive                      | Peter van Lisebetten                          | 4 alta 3 lata         | unbekannt / Tizian                                           | 1510                     | Kunsthistorisches Museum                          | GG_96          |
|       |                        | 81 – Internet Archive                      | Jan van Troyen                                | 6 alta 5 lata         | Tizian / Tizian                                              | 1540                     | Kunsthistorisches Museum                          | GG_84          |
|       |                        | 82 – Internet Archive                      | Jan Popels                                    | 6 alta 5 lata         | Andrea Schiavone / Tizian                                    | 1562                     | Kunsthistorisches Museum                          | GG_2364        |
|       |                        | 83 – Internet Archive                      | Lucas Vorsterman                              | 7 alta 5 lata         | unbekannt / Tizian                                           |                          |                                                   |                |
|       |                        | 84 – Internet Archive                      | Jan van Troyen                                | 5 alta 4 lata         | unbekannt / Tizian                                           | 1670er Jahre             | Kunsthistorisches Museum                          | GG_1571        |
|       |                        | 85 – Internet Archive                      | Lucas Vorsterman                              | 4 alta 3 lata         | Tizian / Tizian                                              | 1538                     | Kunsthistorisches Museum                          | GG_72          |
|       |                        | 86 – Internet Archive                      | Lucas Vorsterman                              | 7 alta 5 lata         | Lambert Sustris / Tizian                                     | 1560                     | Kunsthistorisches Museum                          | GG_77          |
|       |                        | 87 – Internet Archive                      | Lucas Vorsterman                              | 7 alta 5 lata         | unknown / Tizian                                             |                          |                                                   |                |
|       |                        | 88 – Internet Archive                      | Lucas Vorsterman                              | 7 alta 5 lata         | Tizian / Tizian                                              | 1540                     | Kunsthistorisches Museum                          | GG_91          |
|       |                        | 89 – Internet Archive                      | Lucas Vorsterman                              | 7 alta 5 lata         | Tizian / Tizian                                              | 1558                     | Kunsthistorisches Museum                          | GG_1605        |
|       |                        | 90 – Internet Archive                      | Lucas Vorsterman                              | 7 alta 6 lata         | David Teniers der Jüngere after Tizian / Tizian              | 1656                     | Privatsammlung                                    |                |
|       |                        | 91 – Internet Archive                      | Jan van Troyen                                | 7 alta 5 lata         | Tizian / Tizian                                              | 1565                     | Kunsthistorisches Museum                          | GG_3379        |
|       |                        | 92 – Internet Archive                      | Lucas Vorsterman                              | 7 alta 5 lata         | Tizian / Tizian                                              | 1567                     | Kunsthistorisches Museum                          | GG_81          |
|       |                        | 93 – Internet Archive                      | Lucas Vorsterman                              | 7 alta 6 lata         | Tizian / Tizian                                              | 1560                     | Wallraf-Richartz-Museum & Fondation Corboud, Köln | WRM 332        |
|       |                        | 94 – Internet Archive                      | Lucas Vorsterman                              | 5 alta 4 lata         | David Teniers der Jüngere / Tizian                           | 1656                     | Privatsammlung                                    |                |
|       |                        | 95 – Internet Archive                      | Lucas Vorsterman                              | 7 alta 6 lata         | Tizian / Tizian                                              | 1560                     | Kunsthistorisches Museum                          | GG_76          |
|       |                        | 96 – Internet Archive                      | Theodor van Kessel                            | 10 alta 12 lata       | Tizian / Tizian                                              | 1568                     | Kunsthistorisches Museum                          | GG_71          |
|       |                        | 97 – Internet Archive                      | Lucas Vorsterman                              | 6 alta 4 lata         | Palma il Giovane / Tintoretto                                | 1580er Jahre             | Kunsthistorisches Museum                          | GG_38          |
|       |                        | 98 – Internet Archive                      | Lucas Vorsterman                              | 7 alta 5 lata         | unbekannt / Tintoretto                                       |                          | Kunsthistorisches Museum                          | GG_3062        |
|       |                        | 99 – Internet Archive                      | Peter van Lisebetten                          | 8 alta 6 lata         | Tizian / Tintoretto                                          | 1561                     | El Escorial                                       |                |
|       |                        | 100 – Internet Archive                     | Peter van Lisebetten                          | 6 alta 5 lata         | unbekannt / Tintoretto                                       |                          |                                                   |                |
|       |                        | 101 – Internet Archive                     | Lucas Vorsterman                              | 6 alta 3 lata         | Tizian / Tintoretto                                          | 1565                     | Kunsthistorisches Museum                          | GG_37          |
|       |                        | 102 – Internet Archive                     | Jan van Troyen                                | 7 alta 5 lata         | unbekannt / Tintoretto                                       | 1656                     | Privatsammlung                                    |                |
|       |                        | 103 – Internet Archive                     | Lucas Vorsterman                              | 6 alta 4 lata         | Tintoretto / Tintoretto                                      | Kunsthistorisches Museum | GG_25                                             |                |
|       |                        | 104 – Internet Archive                     | Lucas Vorsterman                              | 6 alta 4 lata         | unbekannt / Tintoretto                                       |                          |                                                   |                |
|       |                        | 105 – Internet Archive                     | Theodor van Kessel                            | 5 alta 8 lata         | unbekannt / Tintoretto                                       |                          |                                                   |                |
|       |                        | 106 – Internet Archive                     | Nikolaus van Hoy                              | 3 1/2 alta 5 1/2 lata | Domenico Tintoretto / Tintoretto                             | 1580er Jahre             | Indianapolis Museum of Art                        | 2014.82        |
|       |                        | 107 – Internet Archive                     | Nikolaus van Hoy und Jan van Ossenbeeck       | 5 1/2 alta 10 lata    | Lodewijk Toeput / Tintoretto                                 | Kunsthistorisches Museum | GG_2524                                           |                |
|       |                        | 108 – Internet Archive                     | Nikolaus van Hoy und Jan van Ossenbeeck       | 9 alta 13 lata        | unbekannt / Tintoretto                                       |                          |                                                   |                |
|       |                        | 109 – Internet Archive                     | Peter van Lisebetten                          | 5 alta 7 lata         | Tintoretto / Tintoretto                                      | 1547                     | Kunsthistorisches Museum                          | GG_1565        |
|       |                        | 110 – Internet Archive                     | Jan van Troyen                                | 10 alta 17 lata       | David Teniers der Jüngere / Pordenone                        | 1656                     | Privatsammlung                                    |                |
|       |                        | 111 – Internet Archive                     | Peter van Lisebetten                          | 8 alta 4 lata         | Tintoretto / Paolo Veronese                                  | 1555                     | Kunsthistorisches Museum                          | GG_1544        |
|       |                        | 112 – Internet Archive                     | Quirijn Boel                                  | 8 alta 4 lata         | Paolo Veronese / Paolo Veronese                              | 1580                     | Kunsthistorisches Museum                          | GG_1545        |
|       |                        | 113 – Internet Archive                     | Nikolaus van Hoy und Franciscus van der Steen | 6 1/2 alta 6 lata     | Paolo Veronese / Paolo Veronese                              | 1580                     | Kunsthistorisches Museum                          | GG_34          |
|       |                        | 114 – Internet Archive                     | Theodor van Kessel                            | 7 alta 4 lata         | Paolo Veronese / Paolo Veronese                              | 1565                     | Kunsthistorisches Museum                          | GG_1538        |
|       |                        | 115 – Internet Archive                     | Quirijn Boel                                  | 4 alta 3 lata         | Paolo Veronese / Paolo Veronese                              | 1586                     | Kunsthistorisches Museum                          | GG_1525        |
|       |                        | 116 – Internet Archive                     | Theodor van Kessel                            | 4 alta 3 lata         | Paolo Veronese / Paolo Veronese                              | 1586                     | Kunsthistorisches Museum                          | GG_1527        |
|       |                        | 117 – Internet Archive                     | Peter van Lisebetten                          | 8 alta 5 lata         | unbekannt / Paolo Veronese                                   | 1580s                    | Kunsthistorisches Museum                          | GG_1542        |
|       |                        | 118 – Internet Archive                     | Jan van Troyen                                | 7 alta 10 lata        | Paolo Veronese / Paolo Veronese                              | 1588                     | Kunsthistorisches Museum                          | GG_1514        |
|       |                        | 119 – Internet Archive                     | Peter van Lisebetten                          | 7 alta 10 lata        | Paolo Veronese / Paolo Veronese                              | 1588                     | Kunsthistorisches Museum                          | GG_3825        |
|       |                        | 120 – Internet Archive                     | Peter van Lisebetten                          | 4 alta 5 lata         | unbekannt / Paolo Veronese                                   | 1590                     | Kunsthistorisches Museum                          | GG_1529        |
|       |                        | 121 – Internet Archive                     | Jan van Troyen                                | 4 alta 5 lata         | unbekannt / Paolo Veronese                                   | 1580s                    | Kunsthistorisches Museum                          | GG_50          |
|       |                        | 122 – Internet Archive                     | Theodor van Kessel                            | 7 alta 10 lata        | unbekannt / Paolo Veronese                                   |                          |                                                   |                |
|       |                        | 123 – Internet Archive                     | Jan van Troyen                                | 7 alta 10 lata        | Paolo Veronese / Paolo Veronese                              | 1585                     | Kunsthistorisches Museum                          | GG_1515        |
|       |                        | 124 – Internet Archive                     | Jan van Troyen                                | 6 alta 9 lata         | Paolo Veronese / Paolo Veronese                              | 1560s                    | Kunsthistorisches Museum                          | GG_52          |
|       |                        | 125/mode/1up Textarchiv – Internet Archive | Wencelaus Hollar                              | 10 alta 15 lata       | Paolo Veronese / Paolo Veronese                              | 1555                     | Uffizien, Florenz                                 | 912            |
|       |                        | 126 – Internet Archive                     | Theodor van Kessel                            | 2 alta 3 lata         | Andrea Schiavone / Andrea Schiavone                          | 1543                     | Kunsthistorisches Museum                          | GG_115         |
|       |                        | 127 – Internet Archive                     | Quirijn Boel                                  | 5 alta 3 lata         | David Teniers der Jüngere / Andrea Schiavone                 | 1655                     | Philadelphia Museum of Art                        | Cat. 695       |
|       |                        | 128 – Internet Archive                     | Theodor van Kessel                            | 2 alta 1 lata         | Andrea Schiavone / Andrea Schiavone                          | 1544                     | Kunsthistorisches Museum                          | GG_1991        |
|       |                        | 129 – Internet Archive                     | Theodor van Kessel                            | 2 alta 1 lata         | Andrea Schiavone / Andrea Schiavone                          | 1544                     | Kunsthistorisches Museum                          | GG_356         |
|       |                        | 130 – Internet Archive                     | Conrad Lauwers                                | 5 alta 4 lata         | unbekannt / Andrea Schiavone                                 |                          |                                                   |                |
|       |                        | 131 – Internet Archive                     | Conrad Lauwers                                | 5 alta 4 lata         | David Teniers der Jüngere / Andrea Schiavone                 | 1656                     | Courtauld Gallery, London                         | P.1978.PG.430  |
|       |                        | 132 – Internet Archive                     | Theodor van Kessel                            | 4 alta 3 lata         | Andrea Schiavone / Andrea Schiavone                          | 1543                     | Kunsthistorisches Museum                          | GG_1986        |
|       |                        | 133 – Internet Archive                     | Jan Popels                                    | 8 alta 5 lata         | Andrea Schiavone / Andrea Schiavone                          | 1550                     | Gemäldegalerie Alte Meister, Dresden              | Gal.-Nr. 274   |
|       |                        | 134 – Internet Archive                     | Quirijn Boel                                  | 6 alta 4 lata         | Andrea Schiavone / Andrea Schiavone                          | 1560                     | Kunsthistorisches Museum                          | GG_47          |
|       |                        | 135 – Internet Archive                     | Quirijn Boel                                  | 4 alta 7 lata         | Andrea Schiavone / Andrea Schiavone                          | 1555                     | Kunsthistorisches Museum                          | GG_5818        |
|       |                        | 136 – Internet Archive                     | Quirijn Boel                                  | 4 alta 6 lata         | Andrea Schiavone / Andrea Schiavone                          | 1560                     | Kunsthistorisches Museum                          | GG_1568        |
|       |                        | 137 – Internet Archive                     | Quirijn Boel                                  | 3 alta 6 lata         | Andrea Schiavone / Andrea Schiavone                          | 1555                     | Kunsthistorisches Museum                          | GG_5816        |
|       |                        | 138 – Internet Archive                     | Quirijn Boel                                  | 3 alta 6 lata         | Andrea Schiavone / Andrea Schiavone                          | 1558                     | Kunsthistorisches Museum                          | GG_1558        |
|       |                        | 139 – Internet Archive                     | Jan van Troyen                                | 4 alta 6 lata         | Andrea Schiavone / Andrea Schiavone                          | 1558                     | Kunsthistorisches Museum                          | GG_1516        |
|       |                        | 140 – Internet Archive                     | Peter van Lisebetten                          | 6 alta 8 lata         | Andrea Schiavone / Andrea Schiavone                          | 1552                     | Kunsthistorisches Museum                          | GG_325         |
|       |                        | 141 – Internet Archive                     | Jan van Troyen                                | 7 alta 10 lata        | Jusepe de Ribera / Jusepe de Ribera                          | 1630                     | Kunsthistorisches Museum                          | GG_326         |
|       |                        | 142 – Internet Archive                     | Lucas Vorsterman                              | 7 alta 5 lata         | Jusepe de Ribera / Jusepe de Ribera                          | 1630s                    | Kunsthistorisches Museum                          | GG_345         |
|       |                        | 143 – Internet Archive                     | Nikolaus van Hoy                              | 3 1/2 alta 4 1/2 lata | unbekannt / Bassano                                          |                          |                                                   |                |
|       |                        | 144 – Internet Archive                     | Lucas Vorsterman                              | 6 alta 5 lata         | unbekannt / Bassano                                          |                          |                                                   |                |
|       |                        | 145 – Internet Archive                     | Lucas Vorsterman                              | 7 alta 5 lata         | Leandro Bassano / Bassano                                    | 1590                     | Kunsthistorisches Museum                          | GG_43          |
|       |                        | 146 – Internet Archive                     | Lucas Vorsterman                              | 7 alta 5 lata         | Leandro Bassano / Bassano                                    | 1590                     | Kunsthistorisches Museum                          | GG_42          |
|       |                        | 147 – Internet Archive                     | Theodor van Kessel                            | 9 alta 6 lata         | unbekannt / Bassano Jr.                                      |                          |                                                   |                |
|       |                        | 148 – Internet Archive                     | Jan van Troyen                                | 3 alta 5 lata         | David Teniers der Jüngere / Jacopo Bassano                   | 1656                     | The Wallace Collection, London                    | P635           |
|       |                        | 149 – Internet Archive                     | Jan van Troyen                                | 4 alta 3 lata         | Leandro Bassano / Jacopo Bassano                             | 1605                     | Kunsthistorisches Museum                          | GG_20          |
|       |                        | 150 – Internet Archive                     | Jan van Troyen                                | 4 alta 3 lata         | Francesco Bassano der Jüngere / Francesco Bassano            | 1583                     | Kunsthistorisches Museum                          | GG_8           |
|       |                        | 151 – Internet Archive                     | Quirijn Boel                                  | 3 alta 5 lata         | David Teniers der Jüngere / Jacopo Bassano                   | 1650er Jahre             | Metropolitan Museum of Art, New York              | 89.15.22       |
|       |                        | 152 – Internet Archive                     | Quirijn Boel                                  | 4 alta 6 lata         | Francesco Bassano der Jüngere / Jacopo Bassano               | 1575                     | Kunsthistorisches Museum                          | GG_12          |
|       |                        | 153 – Internet Archive                     | Theodor van Kessel                            | 6 alta 8 lata         | Jacopo Bassano / Bassano Jr.                                 | 1555                     | Kunsthistorisches Museum                          | GG_361         |
|       |                        | 154 – Internet Archive                     | Quirijn Boel                                  | 8 alta 11 lata        | Leandro Bassano / Bassano Jr.                                | 1600                     | National Gallery, London                          | NG60           |
|       |                        | 155 – Internet Archive                     | Nikolaus van Hoy und Jan van Ossenbeeck       | 4 1/2 alta 6 1/2 lata | Francesco Bassano der Jüngere / Bassano                      |                          | Privatsammlung                                    |                |
|       |                        | 156 – Internet Archive                     | Theodor van Kessel                            | 3 alta 5 lata         | Girolamo da Ponte / Jacopo Bassano                           | 1592                     | Kunsthistorisches Museum                          | GG_1869        |
|       |                        | 157 – Internet Archive                     | Nikolaus van Hoy und Jan van Ossenbeeck       | 6 1/2 alta 4 1/2 lata | Francesco Bassano der Jüngere / Bassano                      | Kunsthistorisches Museum | GG_4303                                           |                |
|       |                        | 158 – Internet Archive                     | Nikolaus van Hoy und Jan van Ossenbeeck       | 6 1/2 alta 4 1/2 lata | Francesco Bassano der Jüngere / Bassano                      | Kunsthistorisches Museum | GG_4304                                           |                |
|       |                        | 159 – Internet Archive                     | Nikolaus van Hoy and Jan van Ossenbeeck       | 4 1/2 alta 6 1/2 lata | Francesco Bassano der Jüngere / Bassano                      | 1575                     | Kunsthistorisches Museum                          | GG_4302        |
|       |                        | 160 – Internet Archive                     | Nikolaus van Hoy                              | 6 alta 5 lata         | unbekannt / Bassano                                          |                          |                                                   |                |
|       |                        | 161 – Internet Archive                     | Theodor van Kessel                            | 4 alta 6 lata         | Francesco Bassano der Jüngere / Bassano                      |                          | Kunsthistorisches Museum                          | GG_1581        |
|       |                        | 162 – Internet Archive                     | Jan van Troyen                                | 8 alta 12 lata        | Francesco Bassano der Jüngere / Jacopo Bassano               | 1590                     | Kunsthistorisches Museum                          | GG_4289        |
|       |                        | 163 – Internet Archive                     | Jan van Troyen                                | 8 alta 12 lata        | David Teniers der Jüngere / Bassano                          | 1656                     | Privatsammlung                                    |                |
|       |                        | 164 – Internet Archive                     | Jan van Troyen                                | 8 alta 12 lata        | David Teniers der Jüngere / Jacopo Bassano                   | 1660                     | Privatsammlung                                    |                |
|       |                        | 165 – Internet Archive                     | Jan van Troyen                                | 8 alta 12 lata        | David Teniers der Jüngere / Bassano                          | 1656                     | Privatsammlung                                    |                |
|       |                        | 166 – Internet Archive                     | Quirijn Boel                                  | 10 alta 16 lata       | unbekannt / Cariani                                          |                          |                                                   |                |
|       |                        | 167 – Internet Archive                     | Jan Popels                                    | 5 alta 3 lata         | Palma Vecchio / Palma il Vecchio                             | 1527                     | Kunsthistorisches Museum                          | GG_2655        |
|       |                        | 168 – Internet Archive                     | Jan Popels                                    | 5 alta 3 lata         | Palma Vecchio / Palma il Vecchio                             | Kunsthistorisches Museum | GG_35                                             |                |
|       |                        | 169 – Internet Archive                     | Jan Popels                                    | 5 alta 3 lata         | Palma Vecchio / Palma il Vecchio                             | 1527                     | Kunsthistorisches Museum                          | GG_2654        |
|       |                        | 170 – Internet Archive                     | Quirijn Boel                                  | 5 alta 4 lata         | unbekannt / Palma il Vecchio                                 | Kunsthistorisches Museum | GG_2604                                           |                |
|       |                        | 171 – Internet Archive                     | Theodor van Kessel                            | 3 alta 2 lata         | David Teniers der Jüngere / Palma il Giovane                 | 1656                     | Courtauld Gallery                                 | P.1978.PG.440  |
|       |                        | 172 – Internet Archive                     | Jan van Troyen                                | 5 alta 3 lata         | unbekannt / Palma il Giovane                                 |                          |                                                   |                |
|       |                        | 173 – Internet Archive                     | Peter van Lisebetten                          | 3 alta 2 lata         | David Teniers der Jüngere / Palma il Giovane                 | 1655                     | Philadelphia Museum of Art                        | Cat. 693       |
|       |                        | 174 – Internet Archive                     | Remoldus Eynhoudt                             | 8 alta 5 lata         | Tizian / Palma il Vecchio                                    | 1560er Jahre             | Uffizien, Florenz                                 | 10093          |
|       |                        | 175 – Internet Archive                     | Jan van Troyen                                | 5 alta 4 lata         | David Teniers der Jüngere / Palma il Giovane                 | 1655                     | Philadelphia Museum of Art                        | Cat. 697       |
|       |                        | 176 – Internet Archive                     | Jan van Troyen                                | 8 alta 6 lata         | David Teniers der Jüngere / Palma il Giovane                 | 1656                     | Harewood House                                    |                |
|       |                        | 177 – Internet Archive                     | Peter van Lisebetten                          | 3 alta 2 lata         | unbekannt / Palma il Giovane                                 |                          |                                                   |                |
|       |                        | 178 – Internet Archive                     | Peter van Lisebetten                          | 6 alta 8 lata         | Palma il Giovane / Palma il Giovane                          | 1603                     | Kunsthistorisches Museum                          | GG_1576        |
|       |                        | 179 – Internet Archive                     | Jan Popels                                    | 6 alta 5 lata         | Palma il Giovane / Palma il Giovane                          | 1612                     | Kunsthistorisches Museum                          | GG_9394        |
|       |                        | 180 – Internet Archive                     | Jan van Troyen                                | 7 alta 5 lata         | unbekannt / Palma il Giovane                                 |                          |                                                   |                |
|       |                        | 181 – Internet Archive                     | Lucas Vorsterman                              | 7 alta 6 lata         | unbekannt / Palma il Giovane                                 |                          |                                                   |                |
|       |                        | 182 – Internet Archive                     | Lucas Vorsterman                              | 7 alta 6 lata         | unbekannt / Palma il Giovane                                 |                          |                                                   |                |
|       |                        | 183 – Internet Archive                     | Jan van Troyen                                | 4 alta 3 lata         | unbekannt / Palma il Giovane                                 |                          |                                                   |                |
|       |                        | 184 – Internet Archive                     | Lucas Vorsterman                              | 7 alta 5 lata         | unbekannt / Palma il Vecchio                                 |                          |                                                   |                |
|       |                        | 185 – Internet Archive                     | Jan van Troyen                                | 5 alta 4 lata         | Giovanni Cariani / Palma il Vecchio                          | 1515                     | Szépművészeti Múzeum, Budapest                    | 84             |
|       |                        | 186 – Internet Archive                     | Jan van Troyen                                | 7 alta 6 lata         | Palma il Giovane / Palma il Giovane                          | 1599                     | Kunsthistorisches Museum                          | GG_39          |
|       |                        | 187 – Internet Archive                     | Jan van Troyen                                | 6 alta 5 lata         | unbekannt / Palma il Giovane                                 |                          |                                                   |                |
|       |                        | 188 – Internet Archive                     | Quirijn Boel                                  | 8 alta 5 lata         | unbekannt / Palma il Vecchio                                 |                          |                                                   |                |
|       |                        | 189 – Internet Archive                     | Nikolaus van Hoy und Jan van Ossenbeeck       | 13 alta 14 1/2 lata   | unbekannt / Palma il Vecchio                                 |                          |                                                   |                |
|       |                        | 190 – Internet Archive                     | Jan van Troyen                                | 4 alta 3 lata         | David Teniers der Jüngere / Palma il Vecchio                 | 1656                     | Privatsammlung                                    |                |
|       |                        | 191 – Internet Archive                     | Lucas Vorsterman                              | 5 alta 3 lata         | Giorgione / Palma il Vecchio                                 | 1502                     | Kunsthistorisches Museum                          | GG_10          |
|       |                        | 192 – Internet Archive                     | Lucas Vorsterman                              | 4 alta 3 lata         | unbekannt / Palma il Vecchio                                 |                          |                                                   |                |
|       |                        | 193 – Internet Archive                     | Lucas Vorsterman                              | 4 alta 3 lata         | unbekannt / Palma il Vecchio                                 |                          |                                                   |                |
|       |                        | 194 – Internet Archive                     | Lucas Vorsterman                              | 4 alta 3 lata         | Tizian / Palma il Vecchio                                    | 1515                     | Kunsthistorisches Museum                          | GG_65          |
|       |                        | 195 – Internet Archive                     | Lucas Vorsterman                              | 4 alta 3 lata         | Palma Vecchio / Palma il Vecchio                             | 1513                     | Kunsthistorisches Museum                          | GG_83          |
|       |                        | 196 – Internet Archive                     | Lucas Vorsterman                              | 4 alta 5 lata         | Palma Vecchio / Palma il Vecchio                             | 1513                     | Kunsthistorisches Museum                          | GG_66          |
|       |                        | 197 – Internet Archive                     | Jan van Troyen                                | 5 alta 4 lata         | David Teniers der Jüngere / Palma il Giovane                 | 1655                     | Philadelphia Museum of Art                        | Cat. 694       |
|       |                        | 198 – Internet Archive                     | Remoldus Eynhoudt                             | 3 alta 4 lata         | Palma il Giovane / Palma il Giovane                          | 1610er Jahre             | Kunsthistorisches Museum                          | GG_1546        |
|       |                        | 199 – Internet Archive                     | Jan Popels                                    | 3 alta 5 lata         | unbekannt / Palma il Giovane                                 |                          |                                                   |                |
|       |                        | 200 – Internet Archive                     | Peter van Lisebetten                          | 4 alta 6 lata         | David Teniers der Jüngere / Palma il Giovane                 | 1656                     | Privatsammlung                                    |                |
|       |                        | 201 – Internet Archive                     | Theodor van Kessel                            | 4 alta 6 lata         | unbekannt / Palma il Giovane                                 |                          |                                                   |                |
|       |                        | 202 – Internet Archive                     | Peter van Lisebetten                          | 8 alta 6 lata         | David Teniers der Jüngere / Palma il Giovane                 | 1658                     | Privatsammlung                                    |                |
|       |                        | 203 – Internet Archive                     | Peter van Lisebetten                          | 12 alta 8 lata        | unbekannt / Palma il Vecchio                                 |                          |                                                   |                |
|       |                        | 204 – Internet Archive                     | Peter van Lisebetten                          | 6 alta 9 lata         | unbekannt / Palma il Giovane                                 | 1600s                    | Kunsthistorisches Museum                          | GG_2           |
|       |                        | 205 – Internet Archive                     | Jan van Troyen                                | 6 alta 7 lata         | Palma Vecchio / Palma il Vecchio                             | 1520                     | Uffizien, Florenz                                 | 950            |
|       |                        | 206 – Internet Archive                     | Peter van Lisebetten                          | 8 alta 12 lata        | Palma Vecchio / Palma il Vecchio                             | 1522                     | Kunsthistorisches Museum                          | GG_60          |
|       |                        | 207 – Internet Archive                     | Quirijn Boel                                  | 6 alta 9 lata         | Palma Vecchio / Palma il Vecchio                             | 1527                     | Kunsthistorisches Museum                          | GG_6803        |
|       |                        | 208 – Internet Archive                     | Peter van Lisebetten                          | 20 alta 10 lata       | Palma Vecchio / Palma il Vecchio                             | 1522                     | Kunsthistorisches Museum                          | GG_56          |
|       |                        | 209 – Internet Archive                     | Peter van Lisebetten                          | 6 alta 4 lata         | unbekannt / Paris Bordone                                    |                          |                                                   |                |
|       |                        | 210 – Internet Archive                     | Theodor van Kessel                            | 4 alta 7 lata         | Paris Bordone / Paris Bordone                                | 1560er Jahre             | Privatsammlung                                    |                |
|       |                        | 211 – Internet Archive                     | Peter van Lisebetten                          | 5 alta 7 lata         | Paris Bordone / Paris Bordone                                | 1545                     | Nationalmuseum Warschau                           | M.Ob.628       |
|       |                        | 212 – Internet Archive                     | Peter van Lisebetten                          | 5 alta 6 lata         | Paris Bordone / Paris Bordone                                | 1560                     | Kunsthistorisches Museum                          | GG_17          |
|       |                        | 213 – Internet Archive                     | Nikolaus van Hoy and Jan van Ossenbeeck       | 4 alta 5 lata         | Domenico Fetti / Domenico Fetti                              | 1623                     | Kunsthistorisches Museum                          | GG_155         |
|       |                        | 214 – Internet Archive                     | Quirijn Boel                                  | 3 alta 4 lata         | David Teniers der Jüngere / Domenico Fetti                   | 1656                     | Courtauld Gallery, London                         | P.1978.PG.434  |
|       |                        | 215 – Internet Archive                     | Quirijn Boel                                  | 3 alta 4 lata         | Domenico Fetti / Domenico Fetti                              | 1620s                    | Staatliche Kunstsammlungen Dresden                | 422            |
|       |                        | 216 – Internet Archive                     | Quirijn Boel                                  | 2 alta 4 lata         | David Teniers der Jüngere / Domenico Fetti                   | 1656                     | Privatsammlung                                    |                |
|       |                        | 217 – Internet Archive                     | Theodor van Kessel                            | 3 alta 5 lata         | Domenico Fetti / Domenico Fetti                              | 1622                     | Kunsthistorisches Museum                          | GG_160         |
|       |                        | 218 – Internet Archive                     | Nikolaus van Hoy                              | 4 1/2 alta 9 lata     | unbekannt / Domenico Fetti                                   |                          |                                                   |                |
|       |                        | 219 – Internet Archive                     | Quirijn Boel                                  | 3 alta 5 lata         | Domenico Fetti / Domenico Fetti                              |                          | Kunsthistorisches Museum                          | GG_7722        |
|       |                        | 220 – Internet Archive                     | Quirijn Boel                                  | 3 alta 5 lata         | Domenico Fetti / Domenico Fetti                              | 1622                     | Kunsthistorisches Museum                          | GG_172         |
|       |                        | 221 – Internet Archive                     | Quirijn Boel                                  | 5 alta 3 lata         | unbekannt / Domenico Fetti                                   | 1620er Jahre             | Kunsthistorisches Museum                          | GG_1614        |
|       |                        | 222 – Internet Archive                     | Peter van Lisebetten                          | 14 alta 8 lata        | Domenico Fetti / Domenico Fetti                              | 1520                     | Kunsthistorisches Museum                          | GG_167         |
|       |                        | 223 – Internet Archive                     | Lucas Vorsterman                              | 6 alta 5 lata         | Pietro della Vecchia / Pietro della Vecchia                  |                          | Kunsthistorisches Museum                          | GG_70          |
|       |                        | 224 – Internet Archive                     | Lucas Vorsterman                              | 6 alta 5 lata         | Paris Bordone / Pietro della Vecchia                         | 1530er Jahre             | Eremitage, Sankt Petersburg                       | ГЭ-70          |
|       |                        | 225 – Internet Archive                     | Lucas Vorsterman                              | 4 alta 3 lata         | Guido Reni / Guido Reni                                      | 1620                     | Kunsthistorisches Museum                          | GG_244         |
|       |                        | 226 – Internet Archive                     | Lucas Vorsterman                              | 4 alta 3 lata         | Guido Reni / Guido Reni                                      | 1637                     | Kunsthistorisches Museum                          | GG_243         |
|       |                        | 227 – Internet Archive                     | Theodor van Kessel                            | 4 alta 5 lata         | David Teniers der Jüngere / Guido Reni                       | 1656                     | Privatsammlung                                    |                |
|       |                        | 228 – Internet Archive                     | Nikolaus van Hoy and Franciscus van der Steen | 6 1/2 alta 5 1/2 lata | Fra Bartolomeo / El frate                                    | 1516                     | Kunsthistorisches Museum                          | GG_195         |
|       |                        | 229 – Internet Archive                     | Lucas Vorsterman                              | 4 alta 3 lata         | unbekannt / Bronzino                                         |                          |                                                   |                |
|       |                        | 230 – Internet Archive                     | Jan van Troyen                                | 5 alta 4 lata         | Giovanni Battista Moroni / Jan van Kalker                    | 1563                     | Kunsthistorisches Museum                          | GG_88          |
|       |                        | 231 – Internet Archive                     | Nikolaus van Hoy and Franciscus van der Steen | 4 1/2 alta 4 lata     | Guido Reni / Guido Reni                                      | 1637                     | Kunsthistorisches Museum                          | GG_245         |
|       |                        | 232 – Internet Archive                     | Quirijn Boel                                  | 4 alta 5 lata         | Dosso Dossi / D Ferrara                                      | 1620er Jahre             | Kunsthistorisches Museum                          | GG_263         |
|       |                        | 233 – Internet Archive                     | Peter van Lisebetten                          | 6 alta 9 lata         | Guido Reni / Guido Reni                                      | 1625                     | National Gallery, London                          | NG196          |
|       |                        | 234 – Internet Archive                     | Peter van Lisebetten                          | 7 alta 10 lata        | Bartolomeo Manfredi / Bartolomeo Manfredi                    | 1615                     | Nationalmuseum für westliche Kunst, Tokio         |                |
|       |                        | 235 – Internet Archive                     | Nikolaus van Hoy und Franciscus van der Steen | 7 alta 10 lata        | Bartolomeo Manfredi / Bartolomeo Manfredi                    | 1615                     | Uffizien, Florenz                                 | 6609           |
|       |                        | 236 – Internet Archive                     | Jan van Troyen                                | 8 alta 10 lata        | Giovanni Baglione / Giovanni Baglione                        | 1603                     | Privatsammlung                                    |                |
|       |                        | 237 – Internet Archive                     | Nikolaus van Hoy and Franciscus van der Steen | 7 1/2 alta 13 lata    | Alessandro Varotari / Alessandro Varotari (Padovanino)       | 1630er Jahre             | Kunsthistorisches Museum                          | GG_75          |
|       |                        | 238 – Internet Archive                     | Jan van Troyen                                | 5 alta 4 lata         | David Teniers der Jüngere / Alessandro Varotari (Padovanino) | 1656                     | Courtauld Gallery, London                         | P.1978.PG.442  |
|       |                        | 239 – Internet Archive                     | Jan van Troyen                                | 5 alta 3 lata         | unbekannt / Alessandro Varotari                              |                          |                                                   |                |
|       |                        | 240 – Internet Archive                     | Peter van Lisebetten                          | 10 alta 6 lata        | Valentin de Boulogne / Valentin de Boulogne                  | 1628                     | Kunsthistorisches Museum                          | GG_163         |
|       |                        | 241 – Internet Archive                     | Jan van Troyen                                | 10 alta 7 lata        | Francesco Lupicini / Francesco Lupicini                      | 1630                     | Kunsthistorisches Museum                          | GG_364         |
|       |                        | 242 – Internet Archive                     | Lucas Vorsterman                              | 5 alta 4 lata         | Vincenzo Catena / Vincenzo Catena                            | 1520                     | Kunsthistorisches Museum                          | GG_87          |
|       |                        | 243 – Internet Archive                     | Jan van Troyen                                | 7 alta 6 lata         | David Teniers der Jüngere / Lorenzo Lotto                    | 1653                     | Louvre, Paris                                     | MI 1004        |
|       |                        | 244 – Internet Archive                     | Jan van Troyen                                | 4 alta 7 lata         | Girolamo Savoldo / Lorenzo Lotto                             | 1520                     | Kunsthistorisches Museum                          | GG_1619        |
|       |                        | 245 – Internet Archive                     | Nikolaus van Hoy                              |                       | David Teniers II / David Teniers II                          |                          |                                                   |                |
|       |                        | 246 – Internet Archive                     | Lucas Vorsterman                              |                       | Pieter Thijs / Pieter Thys                                   | 1659                     | Staatsgalerie im Neuen Schloss Schleißheim        | 1850           |